# Endre Makai
Endre Makai (ur. 3 stycznia 1884 w Temesvárze, zm. 30 stycznia 1972 w Budapeszcie) – węgierski lekarz chirurg.
W pracy z 1928 roku scharakteryzował rodzaj zapalenia tkanki tłuszczowej, wcześniej opisany przez Maxa Rothmanna. Choroba ta określana jest dziś jako zespół Rothmanna-Makaia.

## Wybrane prace
- Ergebnisse der allgemeinen Pathologie, 1913
- Lipogranulomatosis Subcutanea am Amputationsstumpfe (Prothesenrandknoten), 1930